# Robbie Henshaw
Robin Henshaw (Athlone, 12 giugno 1993) è un rugbista a 15 irlandese che gioca nel ruolo di tre quarti centro o estremo nel Leinster.

## Biografia
Ex giocatore di calcio gaelico prima di iniziare a dedicarsi al rugby giocando con i Buccaneers, squadra della sua città natale, Henshaw debuttò a livello professionistico unendosi nel 2012 alla franchigia del Connacht.
Non ancora ventenne, collezionò con la franchigia irlandese 17 presenze nel Pro12 e 6 presenze in Heineken Cup iniziando subito a giocare da titolare principalmente come estremo.
La sua prima presenza internazionale con l'Irlanda giunse durante il tour in Nord America del 2013 contro gli Stati Uniti l'8 giugno a Houston.
L'anno dopo fu considerato da Brian O'Driscoll suo futuro erede nel ruolo di secondo centro.
In seguito fu convocato per disputare la Coppa del Mondo di rugby 2015.
Nel 2016 fece parte della squadra del Connacht che vinse la sua prima, storica, edizione del Pro12; alla fine di quella stessa stagione si trasferì a Leinster.
Nel 2017 fece parte della squadra dei British Lions per il loro tour in Nuova Zelanda, in quattro incontri dei quali fu schierato, anche se nessuno di essi con valore di test match.

## Palmarès
- Pro14: 5
Connacht: 2015-16
Leinster: 2017-18, 2018-19, 2019-20, 2020-21
- Champions Cup: 1
Leinster: 2017-18